# اندیس منصورآباد
منصور آباد یک اندیس فلزی است که در حوالی شهر خضر آباد استان یزد قرار دارد و مادهٔ معدنی موجود در آن، سرب و روی است.  